# ليف إريكسون (ممثل)
ليف إريكسون (بالإنجليزية: Leif Erickson)‏ مواليد 27 أكتوبر 1911 في ألاميدا، الولايات المتحدة - الوفاة 29 يناير 1986 في بينساكولا، الولايات المتحدة، هو ممثل أمريكي بدأ مسيرته الفنية سنة 1933. امتدت مسيرته الفنية لأكثر من 51 عاما.

## الأعمال
- زواج وايكيكي
- بيت الأفعى
- جان دارك
- على الواجهة البحرية
- الليالي العربية

## روابط خارجية
- ليف إريكسون على موقع IMDb (الإنجليزية)
- ليف إريكسون على موقع مونزينجر (الألمانية)
- ليف إريكسون على موقع ميوزك برينز (الإنجليزية)
- ليف إريكسون على موقع تيرنر كلاسيك موفيز (الإنجليزية)
- ليف إريكسون على موقع قاعدة بيانات برودواي على الإنترنت (الإنجليزية)
- ليف إريكسون على موقع إن إن دي بي (الإنجليزية)
- ليف إريكسون على موقع قاعدة بيانات الفيلم (الإنجليزية)